# OpenSUSE
openSUSE е обществен проект и Линукс дистрибуция, спонсорирана от SUSE Linux GmbH и други компании. Широко използвана е в цял свят. При разработката ѝ, фокусът е в създаването на полезни Open-source инструменти за програмисти и системни администратори, и в същото време предоставяйки удобен интерфейс, който да е лесен за използване и от обикновени потребители.
Последното стабилно издание е Leap 15.2. Проектът предлага и rolling release версия наречена openSUSE Tumbleweed, която редовно се обновява с най-новите стабилни версии на софтуера (ядро, уеб сървъри, програмни езици, браузъри, плеъри, офис пакети, графични среди и всичко останало). Други инструменти и приложения свързани с проекта openSUSE са YaST, Open Build Service, openQA, Snapper, Machinery, Portus и Kiwi. Някои от тях се използват активно и от други Линукс дистрибуции.
Novell създаде openSUSE след като придоби SuSE Linux AG за 210 милиона долара на 4 ноември 2003 г. По-късно The Attachmate Group придоби Novell и раздели Novell и SUSE на две автономни дъщерни дружества. След като The Attachmate Group се обедини с Micro Focus през ноември 2014, SUSE стана самостоятелна бизнес единица.

## История

### История на openSUSE
В миналото, компанията SUSE Linux е фокусирана предимно върху комерсиалните продукти – SuSE Linux Personal и SuSE Linux Professional, които включват комплект с носител и богата печатна документация, за продажба в магазините. Възможността на компанията да продава продукт с отворен код до голяма степен се е дължала на затворения процес на развитие (в разработката на продукта не са допускани лица извън SuSE). Въпреки че SUSE Linux винаги е бил отворен продукт, лицензиран с GPL, това е важало само относно възможността за свободно изтегляне изходния код. Стратегията на SUSE Linux е била да създаде изключително висок клас Линукс дистрибуция с голям брой заети в разработката инженери, които биха направили качествен продукт за който потребителите ще са готови да платят.
След придобиването на компанията от Novell в 2003 година, през август 2005 г. на конференцията Linux World в Сан Франциско се анонсира проекта openSUSE. С появата на openSUSE стратегията е обърната: За първи път SUSE общността получава шанс да участва в процеса на тестване и разработка на SUSE Linux. Целта на начинанието е да се улесни достъпа до дистрибуцията и да се привлекат нови разработчици на отворен код в лагера на SUSE. Проектът предлага дистрибуция за свободно сваляне, която съдържа софтуер само с отворен код, с възможност за последващо добавяне на пакети със затворен код (като Java Runtime Enviroment например). Въпреки опасенията на някои потребители, от Novell не се намесват в компанията, и дори напротив, публикуват под лиценз GNU GPL изходния код на собствената административна програма на SUSE – YaST.
Започвайки от 10-а версия, проекта вече се разработва от общността на openSUSE. В допълнение, Novell преустановява версия Personal, и преименува професионалната версия просто на „SUSE Linux“. От версия 10.2, SUSE Linux е официално преименувана на openSUSE. На основата на openSUSE, от Novell изграждат дистрибутиви за корпоративни клиенти – Novell Linux Desktop (NLD), Suse Linux Enterprise Desktop (SLED) и Suse Linux Enterprise Server (SLES).
На 27 април 2011 Attachmate завърши придобиването на Novell. Attachmate разделят Novell на две автономни бизнес единици, Novell и SUSE. Attachmate не направи промени в отношенията между SUSE (преди Novell) и проекта openSUSE. След обединяването на Attachmate Group с Micro Focus през 2014, SUSE затвърди обвързаността си с openSUSE.

## Варианти
През 2005 г., openSUSE представи два нови варианта, SUPER и SLICK.

### SUPER
Тестваща система за всичко което подтиква SUSE Linux да се държи по различен начин от този, който е предвиден в по-стабилното и фирмено-ориентирано SUSE Linux tree.
Концентрирана е в създаването на пакети и модификации за SUSE Linux в следните сфери:
- Скорост
- Графична привлекателност
- Липсващи особености
- Главни експерименти

### SLICK
Представено от SUPER LIte Core + KDE. Намерението е да се създаде лека, desktop-ориентирана, лесна за използване Линукс дистрибуция базирана на SUSE Linux. Стартира като независима идея, но SLICK както и SUPER имат разработчици в общи области, които се стремят да не допускат еднаквост в двата варианта.

### 12.x Series
OpenSUSE 12.1 е представена на 16 ноември 2011 година. Включва Plasma 4.7, GNOME 3.2 и Firefox 7.0.1. Linux ядрото е актуализирано до 3.1.0.
OpenSUSE 12.2 е представена на 5 септември 2012 година. Включва десктоп среда Plasma 4.8, GNOME 3.4, Firefox 14.0.1 и Xfce 4.10, използва Plymouth и GRUB 2 по подразбиране.
OpenSUSE 12.3 е представена в сряда, 13 март 2013 година. Включва Plasma 4.10, GNOME 3.6, Firefox 19.0, и LibreOffice 3.6. Премахнат е SuSEconfig.

### 13.x Series
OpenSUSE 13.1 е версия на openSUSE, излязла във вторник, 19 ноември 2013 година. Съдържа Plasma 4.11, GNOME 3.10, Firefox 25.0, LibreOffice 4.1.и други промени. Включена е в Evergreen, което означава, че ще получава удължена поддръжка от общността за срок от 18 месеца.
OpenSuSE 13.2 е версия от 4 ноември 2014 г., и включва Plasma 4.11, KDE 4.14, GNOME 3.14.1, Firefox 33.0 и LibreOffice 4.3.2.2.

### Leap 42.x Series
На 4 ноември 2015 година излиза openSUSE Leap 42.1. Новата версия не се нарича 13.3, или 14.x, а 42,1 и е с подходящото кодово име „Leap“ (скок). Причината за промяната на името и номерацията е, че в тази версия е се прави философска промяна в стратегията на развитие и освобождаване. OpenSUSE Leap е базирана на SLE (SUSE Linux Enterprise), и се поддържа от инженерите на SUSE. Това означава, че ще получава поправки и актуализации на защитата от SLE. С други думи, Leap е средно положение между непрекъснато обновяваната Tumbleweed и много консервативната SUSE Linux Enterprise. Tumbleweed ще бъде наличен за тези, които искат най-новото.
Донякъде объркващо за новите потребители, първата версия на Leap е openSUSE 42.1. Решението да се започне с 42 е шега (тези, които са чели Пътеводител на галактическия стопаджия знаят, че 42 е отговорът на вечния въпрос за живота, смъртта, Вселената и всичко останало) но и потвърждение, че номерата на версиите по същество са безсмислени. Числото .1 след 42 е обвързано с SUSE Linux Enterprise 12 SP1. Следващото издание на Leap е 42.2-тоест SUSE Linux Enterprise SP2.
На 16 ноември 2016 година излезе openSUSE Leap 42.2. Това е втората версия на Leap с ядро от SUSE Linux Enterprise 12-Service Pack 2.

## Обновления
От версия 11.4, има възможност за активиране на непрекъснато обновяваната версия Tumbleweed, и така да се ползват последните стабилни версии на пакетите. Този начин на издаване се нарича Rolling Release (буквално в превод от английски – „търкалящо издание“).Версия 13.1 получава с проекта Evergreen увеличение на срока за поддръжка до 3 години.

### Версии
openSUSE, както някои други популярни дистрибуции, има строго фиксиран цикъл на издаване на нови версии – на всеки 8 месеца или, иначе казано, през месеците юли, март и ноември на всяко двугодие. Отделно от това, в началото се следва схема на номериране NN.X, където X обикновено се изменяше от 0 до 3 (а при версия 11.4 дори и до 4).
Малко известен факт обаче, е че всъщност версиите на дистрибуцията не се делят на главни (major) и второстепенни (minor) и че номерацията NN.1, NN.2, NN.3 не означава обновления на основна система NN.0.
За да предотврати бъдещите заблуди, и добави предвидимост, екипът на openSUSE решава да фиксира схемата за номериране на версиите, съобразявайки я с цикъла на издаването им. От версия 12.1 нататък .X частта в номера означава просто месеца на излизане – .1 за ноември, .2 за юли, и .3 за март, а подвеждащата .0 е премахната.
| Име на дистрибуцията                                                                                      | Версия (Кодово име) | Ядро                                                           | Дата на издаване | Край на поддръжката | Край на поддръжката |
| Име на дистрибуцията                                                                                      | Версия (Кодово име) | Ядро                                                           | Дата на издаване | Стандартна          | Evergreen           |
| --- | ------------------- | -------------------------------------------------------------- | ---------------- | ------------------- | ------------------- |
| SUSE Linux                                                                                                | 10.0                | 2.6.13                                                         | 2005-10-06       | 2007-11-30          | -                   |
| SUSE Linux                                                                                                | 10.1                | 2.6.16                                                         | 2006-05-11       | 2008-05-31          | -                   |
| openSUSE                                                                                                  | 10.2                | 2.6.18                                                         | 2006-12-07       | 2008-11-30          | -                   |
| openSUSE                                                                                                  | 10.3                | 2.6.22                                                         | 2007-10-04       | 2009-10-31          | -                   |
| openSUSE                                                                                                  | 11.0                | 2.6.25                                                         | 2008-06-19       | 2010-06-26          | -                   |
| openSUSE                                                                                                  | 11.1                | 2.6.27                                                         | 2008-12-18       | 2011-01-14          | 2012-04-13          |
| openSUSE                                                                                                  | 11.2 (Emerald)      | 2.6.31                                                         | 2009-11-12       | 2011-05-12          | 2013 – 11           |
| openSUSE                                                                                                  | 11.3 (Teal)         | 2.6.34                                                         | 2010-07-15       | 2012-01-16          | -                   |
| openSUSE                                                                                                  | 11.4 (Celadon)      | 2.6.37                                                         | 2011-03-10       | 2012-11-05          | 2015 – 07           |
| openSUSE                                                                                                  | 12.1 (Asparagus)    | 3.1.0                                                          | 2011-11-16       | 2013-05-15          | -                   |
| openSUSE                                                                                                  | 12.2 (Mantis)       | 3.4.6                                                          | 2012-09-05       | 2014-01-15          | -                   |
| openSUSE                                                                                                  | 12.3 (Dartmouth)    | 3.7.10                                                         | 2013-03-13       | 2015-01-01          | -                   |
| openSUSE                                                                                                  | 13.1 (Bottle)       | 3.11.6                                                         | 2013-11-19       | 2016-02-03          | 2016 – 11           |
| openSUSE                                                                                                  | 13.2 (Harlequin)    | 3.16.6                                                         | 2014-11-04       | 2017-01-16          | -                   |
| openSUSE Leap                                                                                             | 42.1 (Malachite)    | 4.1.12                                                         | 2015-11-04       | 2018-05-17          | -                   |
| openSUSE Leap                                                                                             | 42.2                | 4.4                                                            | 2016-11-16       | 2018-01-26          | -                   |
| openSUSE Leap                                                                                             | 42.3                | 4.4                                                            | 2017-07-25       | 2019-06-30          | -                   |
| openSUSE Leap                                                                                             | 15.0                | 4.12                                                           | 2018-05-25       | 2019-12-03          | -                   |
| openSUSE Leap                                                                                             | 15.1                | 4.12 заедно с над 46251 съвместими промени взети от 4.19 – 5.x | 2019-05-22       | 2021-01-31          | -                   |
| openSUSE Leap                                                                                             | 15.2                | 5.3                                                            | 2020-07-02       | 2021-12-31          | -                   |
| openSUSE Tumbleweed                                                                                       | Rolling             | Последната стабилна версия                                     | Rolling          | -                   | -                   |
| Легенда:Стара версияСтара версия, все още се поддържаТекуща версияПоследната преглед версияБъдещо издание |                     |                                                                |                  |                     |                     |

Unable to compile EasyTimeline input:

Timeline generation failed: 1 error found

Line 26:    at:23/02/2025 color:today width:0.1

- LineData attribute 'at' invalid.

```
 Date '23/02/2025' not within range as specified by command Period.

```